# Martina Procházková
Martina Procházková (* 3. března 1974 Olomouc) je česká rozhlasová moderátorka. Od roku 1993 působí v Radiu Haná, v roce 2023 se stala vůbec nejdéle sloužící moderátorkou v soukromé rozhlasové stanici.

## Životopis
Narodila se 3. března 1974 v Olomouci. V roce 1992 absolvovala olomoucké Slovanské gymnázium. V roce 1993 začala pracovat v tehdy nově vzniklém regionálním Rádiu Haná, které je jednou z nejposlouchanějších stanic v regionu.
Na Radiu Haná moderuje dopolední i víkendová vysílání. V rámci svého působení uvádí na radiu pořad „Procházka pamětí“. Moderuje také některé regionální kulturní, společenské a charitativní akce. Moderovala rovněž cestopisné filmy režiséra Jiřího Slečky; v roce 2022 film Za soumraku a v roce 2023 film Balkan Trip. Ten v listopadu 2023 obdržel ocenění při příležitosti 27. cestovatelského festivalu GO Kamera. V červnu 2023 se zapsala do České knihy rekordů poté, co jako první rozhlasová hlasatelka pracovala bez jakékoliv pauzy pro soukromou stanici více než 30 let.